# Halterofilismo nos Jogos Olímpicos de Verão de 2008 - Até 62 kg masculino
A competição da categoria até 62 kg masculino do halterofilismo nos Jogos Olímpicos de Verão de 2008 se realizou no dia 11 de agosto de 2008 no Ginásio da Universidade Beihang.

## Recordes
Antes desta competição, os recordes mundiais e olímpicos da prova eram os seguintes:
| Recorde mundial  | Arranque  | CHN Shi Zhiyong      | 153 kg   | Izmir, Turquia       | 28/jun/02 |
| Recorde mundial  | Arremesso | CHN Le Maosheng      | 182 kg   | Busan, Coreia do Sul | 2/out/02  |
| Recorde mundial  | Total     | CHN Zhang Jie        | 326 kg   | Kanazawa, Japão      | 28/abr/08 |
| Recorde olímpico | Arranque  | CHN Shi Zhiyong      | 152,5 kg | Atenas, Grécia       | 16/ago/04 |
| Recorde olímpico | Arremesso | Padrão olímpico      | 177,5 kg |                      |           |
| Recorde olímpico | Total     | CRO Nikolai Pechalov | 325 kg   | Sydney, Austrália    | 17/set/00 |

## Medalhistas
| Ouro   | CHN Zhang Xiangxiang |
| Prata  | COL Diego Salazar    |
| Bronze | INA Triyatno         |

## Resultados
| Pos.              | Nome                        | Grupo | Peso  | Arranque (kg) | Arranque (kg) | Arranque (kg) | Arranque (kg) | Arremesso (kg) | Arremesso (kg) | Arremesso (kg) | Arremesso (kg) | Total (kg) |
| Pos.              | Nome                        | Grupo | Peso  | 1             | 2             | 3             | Res           | 1              | 2              | 3              | Res            | Total (kg) |
| ----------------- | --------------------------- | ----- | ----- | ------------- | ------------- | ------------- | ------------- | -------------- | -------------- | -------------- | -------------- | ---------- |
| Medalha de ouro   | CHN Zhang Xiangxiang        | A     | 61,91 | 139           | 143           | 143           | 143           | 169            | 176            | 184            | 176            | 319        |
| Medalha de prata  | COL Diego Salazar           | A     | 61,47 | 132           | 136           | 138           | 138           | 163            | 165            | 167            | 167            | 305        |
| Medalha de bronze | INA Triyatno                | A     | 61,90 | 133           | 135           | 135           | 135           | 163            | 163            | 163            | 163            | 298        |
| 4                 | ROU Antoniu Buci            | A     | 61,66 | 126           | 130           | 130           | 130           | 161            | 165            | 168            | 165            | 295        |
| 5                 | THA Phaisan Hansawong       | A     | 61,60 | 132           | 135           | 135           | 132           | 162            | 162            | 166            | 162            | 294        |
| 6                 | CUB Lázaro Ruiz             | A     | 61,75 | 128           | 132           | 135           | 132           | 162            | 168            | 168            | 162            | 294        |
| 7                 | TKM Tolkunbek Hudaýbergenow | A     | 61,96 | 126           | 126           | 131           | 126           | 162            | 170            | 170            | 162            | 288        |
| 8                 | EGY Mohamed Abdelbaki       | B     | 62,00 | 129           | 129           | 129           | 129           | 155            | 159            | 164            | 159            | 288        |
| 9                 | TPE Yang Sheng-hsiung       | B     | 61,97 | 125           | 130           | 134           | 130           | 151            | 157            | 163            | 157            | 287        |
| 10                | BLR Henadzy Makhveyenia     | B     | 61,95 | 128           | 128           | 128           | 128           | 150            | 156            | 156            | 150            | 278        |
| 11                | FSM Manuel Minginfel        | B     | 61,69 | 115           | 120           | 123           | 120           | 145            | 150            | 155            | 155            | 275        |
| 12                | CAN Jasvir Singh            | B     | 61,67 | 110           | 115           | 118           | 115           | 145            | 151            | 156            | 151            | 266        |
| –                 | KOR Ji Hun-min              | A     | 61,91 | 137           | 140           | 142           | 142           | 161            | 161            | 161            | –              | DNF        |
| –                 | PRK Im Yong-su              | A     | 61,60 | 138           | 138           | 140           | 138           | 168            | 168            | 168            | –              | DNF        |
| –                 | TKM Umurbek Bazarbayev      | A     | 61,96 | 133           | 136           | 137           | 133           | 160            | 160            | 162            | –              | DNF        |
| –                 | COL Óscar Figueroa          | A     | 61,66 | 128           | 128           | 128           | –             | –              | –              | –              | –              | DNF        |
| DSQ               | AZE Sardar Hasanov          | B     | 61,96 | 120           | 128           | 128           | 128           | 152            | 152            | 152            | –              | DNF        |

- DNF: não completou a prova.